# Alerte !
Pour les articles homonymes, voir Alerte.
Pour plus de détails, voir Fiche technique et Distribution.
Alerte ! ou L'Épidémie au Québec (Outbreak) est un film catastrophe américain co-produit et réalisé par Wolfgang Petersen, sorti en 1995.
Un virus hémorragique mortel, le virus Motaba, est introduit en Californie par un singe importé du Zaïre, se propage à la vitesse de l'éclair dans la ville de Cedar Creek, menaçant ainsi le continent américain. Premier à pressentir le terrible danger, le colonel Sam Daniels se démène pour empêcher que ce virus anéantisse la totalité de la population, tandis que l'armée se prépare à raser la petite ville.

## Résumé
En juillet 1967, des combats font rage autour d'un camp de mercenaires du Congo-Kinshasa. Billy Ford et McClintock — membres de l'armée des États-Unis — arrivent à bord d'un hélicoptère en combinaison médicale étanche. Un personnel médical du camp leur décrit une maladie foudroyante. Ils effectuent un prélèvement sanguin sur un malade, alité avec de nombreux autres combattants portant tous les traces d'une maladie. Ils repartent très vite. Un peu plus tard, un avion largue une bombe au-dessus du camp, qui se trouve totalement détruit.
En 1995, deux scientifiques travaillent pour le USAMRIID (en) (institut de recherche de l'armée des États-Unis spécialisé dans les armes biologiques) : le colonel Sam Daniels et Casey Schuler. Ils sont envoyés par leur supérieur — le général Billy Ford — au Zaïre. Ils arrivent dans un village où quasiment tout le monde est mort à cause d'une maladie transmissible. Ils apprennent que la maladie ne se transmet pas par l'air, et que c'est l'eau du puits du village qui a été le vecteur de transmission. Ils rapportent des échantillons.
Ils reviennent aux États-Unis, et produisent un rapport alarmant. Malgré ce rapport, le Général Billy Ford refuse de déclencher une alerte. Ils se mettent à étudier le virus, et découvrent qu'il est inconnu et extrêmement virulent : il met cinq heures pour commettre autant de dommages que le virus Ebola en plusieurs jours. Malgré son souhait de continuer à travailler sur le nouveau virus, Sam est assigné par Billy à une autre mission au Nouveau-Mexique, où un hantavirus a été détecté.
Pendant ce temps, un singe porteur du virus, mais résistant à celui-ci, est capturé en Afrique. Il voyage dans un bateau jusqu'à San José, en Californie. Il est récupéré par Jimbo, qui essaye de le vendre à Rudy, un ami. La transaction n'a finalement pas lieu, mais le singe africain transmet le virus à un autre singe appartenant déjà à Rudy, puis à Rudy même. Jimbo se retrouve également contaminé.
N'ayant pas réussi à vendre le singe, Jimbo le relâche dans une forêt, puis prend l'avion pour Boston, où il retrouve son amie. Arrivé à l'aéroport, il s'écroule. De son côté, Rudy manifeste aussi les symptômes de la maladie. Son sang est analysé, et un accident survenant, Henry — un membre du personnel médical — est contaminé à son tour. Très inquiet, il est rassuré par un collègue. Le soir, il se rend dans un cinéma de Cedar Creek. Les symptômes apparaissent durant la séance, et il contamine des personnes par voie aérienne.
Plus tard ce soir-là, l'hôpital est rapidement débordé par l'afflux de personnes malades. Apprenant cela, Sam désobéit, et se rend à Cedar Creek plutôt qu'au Nouveau-Mexique. L'armée, sous les ordres des Généraux Billy Ford et Donald McClintock, met la ville en quarantaine en l'encerclant : déploiement de barrières, pose de fils barbelés, postes de contrôle sur les routes d'accès…
Sur place, Sam découvre rapidement que la maladie est capable de se propager par les airs, et qu'il existe donc deux souches du virus. Il essaye avec son équipe de reconstituer l'arbre de transmission. Par l'étude des faits, ils en déduisent qu'il existe un animal qui porte les deux souches.
Les habitants sont consignés chez eux, ceux qui tentent de quitter la ville sont abattus par les militaires. Des malades sont rassemblés dans une école, des cadavres sont brûlés dans une grange.
Sur la côte est des États-Unis, à la Maison-Blanche, l'USAMRIID présente ses projections à des membres du gouvernement : propagation du virus sur tout le territoire des États-Unis en 48 heures. Le groupe recommande au président des États-Unis de détruire Cedar Creek au moyen d'une bombe thermobarique pour enrayer l'épidémie.
Sam découvre qu'il existe un antisérum pour une souche du virus. Comme cet antisérum provient de l'armée, il comprend que ses supérieurs connaissaient déjà l'existence de ce virus. Il suit la piste de l'animal, et finit par découvrir que c'est un singe qui a transmis la maladie. Ses supérieurs tentent de l'arrêter pour protéger leur secret. Il finit par retrouver le singe, ce qui lui permet de fabriquer un antisérum. L'ordre de détruire la ville n'est pas annulé pour autant, le  Général Donald McClintock, principal responsable du désastre, souhaitant couvrir ses erreurs. Sam arrive malgré tout à convaincre les pilotes de l'avion chargé de larguer la bombe de désobéir aux ordres. Finalement, McClintock est mis aux arrêts.

## Fiche technique
Sauf indication contraire, les informations mentionnées dans cette section peuvent être confirmées par la base de données cinématographiques IMDb,  présente dans la section « Liens externes ».
- Titre original : Outbreak
- Titre français : Alerte !
- Titre québécois : L'Épidémie
- Réalisation : Wolfgang Petersen
- Scénario : Laurence Dworet (en) et Robert Roy Pool (en)
- Musique : James Newton Howard
- Direction artistique : Nancy Patton et Francis J. Pezza
- Décors : William Sandell
- Costumes : Erica Edell Phillips
- Photographie : Michael Ballhaus
- Montage : William Hoy
- Production : Gail Katz, Arnold Kopelson et Wolfgang Petersen
- Production déléguée : Duncan Henderson et Anne Kopelson
- Coproduction : Stephen Joel Brown, Nana Greenwald et Sanford Panitch
- Sociétés de production : Arnold Kopelson Productions, Punch Productions et Kopelson Entertainment
- Société de distribution : Warner Bros.
- Pays de production :  États-Unis
- Langues originales : anglais, coréen et français
- Format : couleur
- Genres : catastrophe ; action, drame, thriller
- Durée : 127 minutes
- Dates de sortie :
  - États-Unis : 10 mars 1995
  - France : 12 avril 1995

## Distribution
- Dustin Hoffman (VF : Mario Santini) (VQ : Jean-Marie Moncelet) : Dr colonel Sam Daniels, médecin militaire et virologue
- Rene Russo (VF : Véronique Augereau) (VQ : Hélène Mondoux) : Dr Roberta « Robby » Keough, virologue
- Morgan Freeman (VF : Benoît Allemane) (VQ : Yvon Thiboutot) : le général de brigade Billy Ford, médecin militaire
- Kevin Spacey (VF : Robert Guilmard) (VQ : Jean-Luc Montminy) : Lieutenant-Colonel Casey Schuler, virologue
- Donald Sutherland (VF : Léon Dony) (VQ : Ronald France) : le général en chef Donald « Donnie » McClintock (Dennis en VQ)
- Cuba Gooding Jr. (VF : Pierre Tessier) (VQ : Gilbert Lachance) : Major Salt
- Gina Menza (VF : Françoise Cadol) : Mme Jeffries
- J. T. Walsh (VF : Michel Derain) (VQ : Yves Massicotte) : Secrétaire d'État à la Maison-Blanche
- Dale Dye (VF : Marc Cassot) : Lieutenant-Colonel Briggs
- Zakes Mokae : Dr Benjamin Iwabi
- Patrick Dempsey (VF : Thierry Mercier) (VQ : Antoine Durand) : Jimbo Scott, cariste
- Malick Bowens : Dr. Raswani
- Susan Lee Hoffman : Dr Lisa Aronson
- Benito Martinez : Dr Julio Ruiz
- Bruce Jarchow : Dr Mascelli
- Leland Hayward III (VF : Éric Missoffe) : Henry Seward
- Daniel Chodos : Rudy Alvarez

Sources et légendes: version française (VF) sur AlloDoublage, version québécoise (VQ) sur Doublage Québec

## Production

### Développement
Alerte ! faillit connaître une rivalité avec un film similaire. Il était prévu de tourner The Hot Zone par Ridley Scott pour 20th Century Fox, basé sur un article de Richard Preston pour The New Yorker, racontant comment l'armée américaine contint la propagation du virus Ebola. Pour l'achat des droits d'auteurs, Lynda Obst de la Fox remporte le marché face à Arnold Kopelson de Warner Bros. Kopelson développa l'histoire d'une pandémie de son côté, arguant que l'intrigue est dans le domaine public. The Hot Zone devait inclure un parti-pris plus macabre. Mais Alerte ! est plus rapidement mis en chantier quand The Hot Zone est victime de divergences scénaristiques entre la Fox, Scott, le scénariste James V. Hart et les deux acteurs devant porter le projet, Robert Redford et Jodie Foster. Finalement, après 45 millions $ dépensés en pré-production et les décors conçus, la Fox annule The Hot Zone en août 1994. Il semble que les deux films profitèrent des fuites du script du concurrent.

### Attribution des rôles
Harrison Ford s'est vu proposé dans le rôle de Sam Daniels mais l'a refusé, de même que Sylvester Stallone et Mel Gibson qui l'ont rejeté.

### Tournage
Le tournage a lieu en Californie (Ferndale, Arcata, Eureka, Pasadena, ainsi qu'aux studios de Warner Bros. à Los Angeles) et à Hawaï (île de Kauai), entre le 24 juillet et le 16 décembre 1994.

## Autour du film
Le virus fictif du film « Motaba », est inspiré du virus Ebola, en beaucoup plus rapide. La production et la recherche médicale sont également trop rapides pour la crédibilité du film. Le film a eu d'autant plus de retentissement qu'en 1995, il y a eu une nouvelle épidémie d'Ebola à Kikwit, en République démocratique du Congo.
Une autre incohérence présente les porteurs du virus comme étant des singes capucins alors qu'ils sont originaires d'Amérique et non d'Afrique.